# Carita Kull
Eva Carita Kull, född 19 mars 1944 i Kökar, är en svensk inredningsarkitekt.
Kull, som är dotter till lärare Nestor Sundström och textillärare Inez Sjöberg, utexaminerades från Konstfackskolan 1972 och har deltagit i kurser vid Kungliga Tekniska högskolan och konstskolor. Hon var anställd på Tengboms arkitektkontor 1973–1981 och startade Carita Kull I-Arkitekter AB 1981. Hon har utfört bland annat inredning och färgsättning av Rosenbad 1979–1981, ombyggnad och inredning av Villa Sjövik, Televerkets representationsvilla i Nynäshamn 1985. Hon har designat möbler, textil och lampor och tilldelades Utmärkt Svensk Form för lampan Prisma 1986.